# Лифенко Савелій Пилипович
Лифенко Савелій Пилипович (нар. 18 грудня 1931 в с. Богоявленка Мар'їнського району Донецької області) — український науковець-генетик, фахівець в галузі селекції, насінництва, фізіології та сортової агротехніки озимої пшениці, доктор сільськогосподарських наук, професор (1996 р.), академік Української академії аграрних наук (1990), завідувач лабораторії селекції інтенсивних сортів пшениці Одеського селекційно-генетичного інституту — Національного центру насіннєзнавства та сортовивчення.

## Біографія
У 1952 р. Закінчив Донецький сільськогосподарський технікум, у 1957 р. — Агрономічний факультет Одеського сільськогосподарського інституту.
У 1957–1959 рр. працював асистентом кафедри селекції та насінництва Одеського сільськогосподарського інституту.
У 1959–1962 рр. — вчився у аспірантурі Всесоюзного селекційно-генетичного Інституту.
У 1962–1966 рр. — працював науковим співробітником, з 1966 р. — завідувачем лабораторії Всесоюзного селекційно-генетичного інституту (нині — селекційно-генетичний інститут — Національний центр насіннєзнавства та сортовивчення України).

## Творчий доробок
Сфера наукових інтересів: проблеми теорії селекції озимої м'якої пшениці та створення на цій основі високоякісних і високопродуктивних сортів.
Лифенко Савелій Пилипович — один із засновників напряму в селекції озимої пшениці — створення зимо-та посухостійких сортів напівкарликового типу.
Кандидатських дисертація: Формування озимих та зимостійкості у гібридів ячменю при направленому вихованні — 1963 рік.
Докторська дисертація: Селекція сортів озимої пшениці інтенсивного типу в умовах півдня України — 1988 рік.
Автор 78 сортів пшениці, зокрема: Селянка, Куяльник, Ніконія, Повага, Кірія, Ліона та ін. Новітні сорти Жайвір, Ужинок, Борвій.
Опублікував понад 200 наукових праць, у тому числі 2 монографії.
Під керівництвом С. П. Лифенка захищено 15 кандидатських та 1 докторську дисертацію.

## Нагороди
Нагороджений відзнакою "100-річчя від дня народження М. І. Вавілова "(1987), Золотою медаллю імені В. М. Ремесла (1986), медалями «За трудову доблесть» (1977), «Захисник Вітчизни» (1999), орденами «Знак Пошани» (1984), князя Ярослава Мудрого V ступенів (2009).
Заслужений діяч науки и техніки України (1997), лауреат Державної премії України в галузі науки и техніки (1997). Нагороджений Почесною грамотою Кабінету Міністрів України (2002) та Почесними грамотами Президії УААН (2001, 2002).

## Інтернет-ресурси
- Національна академія аграрних наук України
- Президія та Академіки УААН [Архівовано 4 березня 2016 у Wayback Machine.]